# Somier

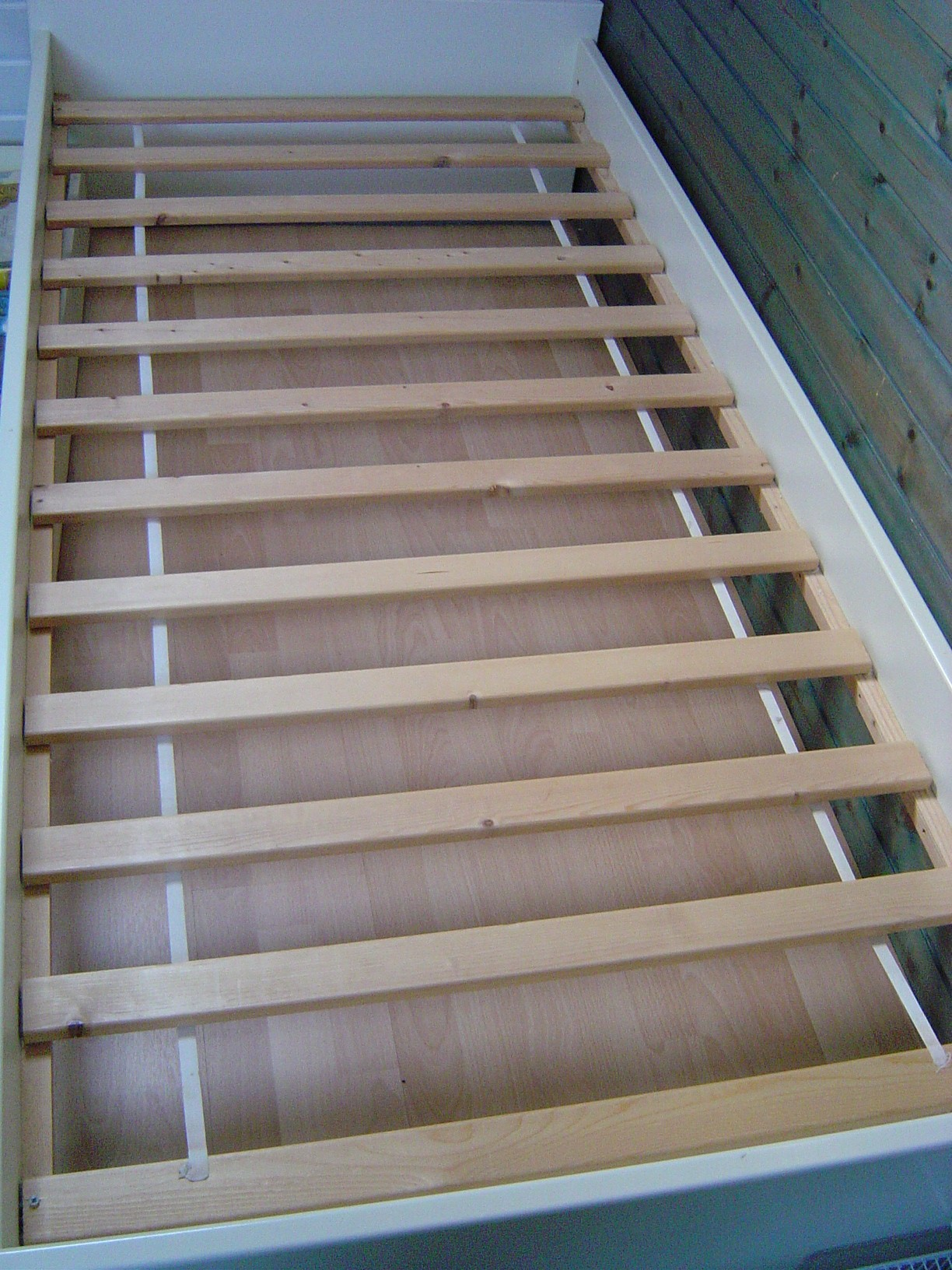
Somier de làmines

Un somier (del francès, sommier) és un suport flexible sobre el que es col·loca el matalàs. Consisteix en un bastidor metàl·lic o fet en fusta on s'encaixen transversalment una sèrie de làmines generalment de faig o, en la seva versió més econòmica, de pollancre. També es fabriquen somiers amb làmines de fibra de vidre encara que estan poc estesos. Els somiers que es col·loquen als llits de matrimoni es troben vertebrats amb una travessera central que fa de reforçament per les làmines.
La fermesa d'un somier dependrà del nombre i amplada de les làmines de què disposi. Així mateix, pot oferir sistemes de regulació de la fermesa per adaptar-se al diferent pes dels usuaris. L'adequació s'aconsegueix agrupant o alliberant un determinat nombre de làmines mitjançant el desplaçament d'uns tensors.
Les làmines poden adaptar-se a la forma del cos si utilitzen càpsules basculants. En aquest cas, les càpsules no realitzen una unió rígida sinó que pivoten vertical i horitzontalment en funció de la pressió que suporten.

## Somier articulat
Un somier articulat té la part superior i, de vegades, inferior mòbil de manera que es pot ajustar a diferents posicions.
Per les persones amb determinats tipus de problemes d'esquena, el dormir en un llit ajustable que es pugui col·locar amb una lleu inclinació (de 30º a 45°, por exemple) pot ser còmode, amb el tronc situat més amunt que les extremitats inferiors i una certa ajuda sota dels genolls per a doblegar-los en un angle lleu. La combinació del pendent superior del cos i l'ajut del genolls, pot servir per alleugerar una mica la tensió de la part posterior més baixa.
El somier articulat no permet matalassos de molles ni permet combinar-se amb matalassos de làtex o d'escuma de poliuretà.
Encara que aquest son més populars als hospitals i a altres instal·lacions mèdiques, els llits articulats s'estan fent servir extensivament en llars per proporcionar l'ajut per a dormir en diverses posicions.